# Овечкин, Демьян Михайлович
Демьян Михайлович Овечкин (14 ноября 1912, Путивль, Курская губерния — 5 марта 1982, Обнинск, Калужская область) — советский инженер, офицер НКВД СССР, учёный, лауреат Ленинской (1964) и Государственной (1973) премий.

## Биография

### Ранние годы
Родился 14 ноября 1912 года в Путивле, в семье рабочего. По окончании Путивльского механического техникума работал на Харьковском заводе имени Фрунзе. В 1937 году окончил Харьковский механико-машиностроительный институт. По окончании института работал на Харьковском тракторном заводе (Сталино).

### Служба в НКВД СССР
В 1939 году был мобилизован по «бериевскому призыву» на работу в НКВД СССР. Окончил Московскую высшую школу НКВД СССР. В 1940 году служил оперативным работником в Белоруссии. 
В 1941 году переведён в Главное управление аэродромного строительства НКВД СССР, а позже — в Главное управление шоссейно-дорожного строительства. С 1943 года — старший инженер отдела НКВД СССР по борьбе с детской беспризорностью.
В марте 1946 года назначен начальником отделения во вновь созданном 9-м Научно-техническом управлении НКВД СССР, которое организовывало работы немецких физиков-ядерщиков.

### Работа в ядерной энергетике
С 1952 по 1980 год главный инженер Лаборатории «В», а затем — организованного на её базе Физико-энергетического института (Обнинск). В основном занимался созданием экспериментальной базы, эксплуатацией реакторных установок института, участвовал в пусковых работах на объектах, сооруженных под научным руководством института.
Обеспечивал испытания атомных энергетических установок для подводных лодок. Работал в составе «Межведомственной секции атомных установок специального назначения». Также Овечкин принимал непосредственное участие в разработке принципиальной технологической схемы первой атомной электростанции, в её постройке, пусконаладочных работах и эксплуатации. За комплекс указанных экспериментальных и конструкторских работ ему была присуждена учёная степень кандидата технических наук (1964).

### Смерть
Демьян Михайлович Овечкин умер 5 марта 1982 года, он похоронен в Обнинске на Кончаловском кладбище в Обнинске.

## Награды и премии
- Ленинская премия (1964) — за проектирование, создание и опытную эксплуатацию АПЛ проекта 645 (совместно с В. И. Субботиным и А. П. Трифоновым)[2]
- Государственная премия СССР (1972)[2]
- Орден Ленина (дважды)[2]
- Орден Октябрьской Революции[2]
- Орден Трудового Красного Знамени[2]
- Орден Красной Звезды[2]
- Орден «Знак Почёта»[2]